# 230
| [ Edytuj tabelę ] |                                                               |
| Władca Korei      | - 227 Tongch’ŏn 248                                           |
| Papież            | - 217 Hipolit Rzymski 235 - 222 Urban I 230 - 230 Poncjan 235 |
| Król Persji       | - 224 Ardaszir I 241                                          |
| Cesarz Rzymu      | - 222 Aleksander Sewer 235                                    |

Rok 230 / CCXXX
stulecia: II wiek ~
III wiek ~
IV wiek

lata: 220 «
225 «
226 «
227 «
228 «
229 «
230
» 231
» 232
» 233
» 234
» 235
» 240

## Wydarzenia
- 21 lipca – Poncjan papieżem.
- Najazd Persów na Mezopotamię, Syrię i Azję Mniejszą.
- Kasjusz Dion napisał po grecku Historię rzymską (data sporna lub przybliżona).

## Urodzili się
- Wiktoryn z Patawii, biskup (zm. ≈303).

## Zmarli
- 23 maja – Urban I, papież.
- Cyriak I, biskup Bizancjum.
- Hermogenes z Tarsu, sofista. (ur. ok. 150)
- Tertulian, teolog, jeden z Ojców Kościoła.